# Thagora
Thagora (łac. Diocesis Thagorensis) – stolica historycznej diecezji w Cesarstwie rzymskim w prowincji Numidia, zlikwidowana w VII w. podczas ekspansji islamskiej, współcześnie w północnej Algierii. Obecnie katolickie biskupstwo tytularne. 

## Biskupi tytularni
| Lp. | Biskup                             | Funkcja                                          | Od                | Do               |
| --- | ---------------------------------- | ------------------------------------------------ | ----------------- | ---------------- |
| 1   | John Baptist Cahill                | biskup pomocniczy Portsmouth (Wielka Brytania)   | 31 marca 1900     | 30 sierpnia 1900 |
| 2   | Leonard Stefan Deda                | biskup koadiutor Lezhy (Albania)                 | 9 stycznia 1905   | 21 kwietnia 1908 |
| 3   | Alexandre Piquemal                 | biskup pomocniczy Algieru                        | 26 lutego 1909    | 4 czerwca 1920   |
| 4   | Miguel de los Santos Díaz y Gómara | biskup pomocniczy Saragossy (Hiszpania)          | 8 lipca 1920      | 18 grudnia 1924  |
| 5   | Józef Cársky                       | administrator apostolski Koszyc (Czechosłowacja) | 30 marca 1925     | 11 marca 1962    |
| 6   | Carlo Livraghi                     | emerytowany biskup Veroli-Frosinone (Włochy)     | 14 kwietnia 1962  | 3 maja 1975      |
| 7   | Eduardo Martínez Somalo            | nuncjusz apostolski urzędnik Kurii Rzymskiej     | 12 listopada 1975 | 28 czerwca 1988  |
| 8   | Cipriano Calderón Polo             | urzędnik Kurii Rzymskiej                         | 3 grudnia 1988    | 4 lutego 2009    |
| 9   | Giuseppe Marciante                 | biskup pomocniczy Rzymu (Włochy)                 | 1 czerwca 2009    | 16 lutego 2018   |
| 10  | Koenraad Vanhoutte                 | biskup pomocniczy Mechelen-Brukseli (Belgia)     | 18 maja 2018      |                  |